# Ectreposebastes imus
Ectreposebastes imus är en fiskart som beskrevs av Garman, 1899. Ectreposebastes imus ingår i släktet Ectreposebastes och familjen Setarchidae. Inga underarter finns listade i Catalogue of Life.